# Мухово
Мухово е село в Западна България. То се намира в община Ихтиман, Софийска област.

## География
Село Мухово се намира в планински район, на 22 км североизточно от град Ихтиман, до стената на язовир Тополница. Мухово е в непосредствена близост до селата Лесичово и Церово, както и до местността Шиндар. Районът се характеризира с много мек и топъл микроклимат, обусловен от язовира и изложението на планинските склонове. Има 280 слънчеви дни годишно, което е над средното за България.
Селото има 17 махали.

## История
До построяването на язовир Тополница селото се е намирало по бреговете на реката.
Селото е една от малкото местности, където турците по време на османската власт не са имали възможност да господстват. По време на Априлското въстание Хвърковатата чета на Бенковски (все още несформирана) минава през селата Мечка, Поибрене и Мухово, като във всяко от тях се присъединяват четници. От Мухово се присъединяват около 40 души. Също така селото дава голям принос и участие в Септемврийското въстание от 1923 г. и в антифашистката борба.

## Религии
В селото е построена църква с патрон Свети Георги. Когато селото се е намирало на мястото на днешния язовир, е имало църква със същото име (която е била огромна, с голям двор и отделна камбанария).
Църквата е завършена и осветена 2008 г.

## Културни и природни забележителности
С красивата си природа местността около Мухово е изключително подходяща за селски туризъм.

## Редовни събития
През село Мухово минава една от отсечките на ежегодните ралита „България“ и „Траянови врата“. Също така е възродена традицията да се прави събор на селото на 6 май.

## Личности
- Продан Ружинов – делегат на Оборище;
- Вълко Стойнов – делегат на Оборище;
- Йордан Кискинов – учител, виден комунистически деец, водач на Първа средногорска чета 1924 г., интербригадист в Испания, емигрант в СССР, завърнал се и загинал като парашутист.

## Други
Преди години ихтиманци решили, че селото е подходящо за вилна зона и много семейства закупили парцели и построили къщи и вили, но „годините на прехода“ накараха много от тях да ги поизоставят. По това време се изградила и напоителна система, като с помощта на електрическа помпа, с вода от язовира се пълнел открит басейн, намиращ се над селото. Той можел да се използва и за плаж, тъй като бреговете на язовира са много стръмни.

## Сезони
През пролетта и лятото различни хора от различни градове в България идват насам на почивка. През лятото селото се пълни с деца.
В Мухово са снимани не по-малко от 20 филма, обикновено заснети в електрическата централа. Често има риболов, най-често се хваща костур. Строят се най-различни къщи. През лятото по традиция се провежда „Рали България“.

## Галерия
- Село Мухово на брега на язовир „Тополница“
- Партизанският паметник в Мухово
- Паметникът на падналите през войните жители на село Мухово